# Callophrys immaculata
Callophrys immaculata är en fjärilsart som beskrevs av Fuchs 1891. Callophrys immaculata ingår i släktet Callophrys och familjen juvelvingar. Inga underarter finns listade i Catalogue of Life.